# Peter M. Senge

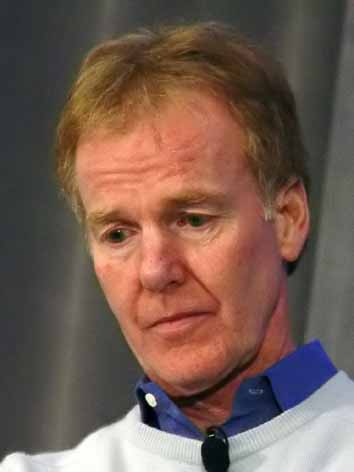
Peter M. Senge (2004)

Peter Michael Senge [ˈsæŋɡi] (* 1947 in Stanford) ist Senior Lecturer of Behavioral and Policy Sciences am MIT, er war Direktor des 1991 gegründeten Center for Organizational Learning an der MIT Sloan School of Management in Cambridge (Massachusetts) und ist Vorsitzender der 1997 gegründeten Society for Organizational Learning (SoL). Sein Forschungsgebiet ist die Organisationsentwicklung und Systemforschung. Er gilt als einer der einflussreichsten Management-Vordenker.

## Werk
Senge gilt als Vordenker der Lernenden Organisation. Insbesondere sein Werk The Fifth Discipline: The Art and Practice of the Learning Organization will Führungskräften und Unternehmern Antworten auf die Frage zeigen, weshalb immer wieder „die gleichen Fehler“ gemacht werden. Hierzu bietet er theoretisch fundierte, schlüssige Lösungsansätze aus diesem Teufelskreis und sensibilisiert für Systemarchetypen. Das Werk, mittlerweile ein Management-Klassiker („Eines der bahnbrechenden Management-Bücher der letzten 75 Jahre“, Harvard Business Review), wurde bisher in 20 Sprachen übersetzt und weltweit über eine Million Mal gedruckt.

## Veröffentlichungen
- The dance of change: die 10 Herausforderungen tiefgreifender Veränderungen in Organisationen. Signum-Verlag, Wien 2000. ISBN 3-85436-300-1.
- Die fünfte Disziplin: Kunst und Praxis der lernenden Organisation. 11. völlig überarbeitete und aktualisierte Auflage. Klett-Cotta Verlag, Stuttgart 2011. ISBN 3-608-91379-3.
- Das Fieldbook zur fünften Disziplin. 5. Auflage. Klett-Cotta Verlag, Stuttgart 2004. ISBN 3-608-91310-6.
- Vorwort zu Meta-Management, Fred Kofman. J. Kamphausen Verlag, Bielefeld 2005. ISBN 3-89901-056-6.
- Presence: Human Purpose and the Field of the Future. Nicholas Brealey Publ., 2005. ISBN 1-85788-355-1.